# Paecilaemana crux
Paecilaemana crux is een hooiwagen uit de familie Cosmetidae.